# Atlantosuchus
Atlantosuchus is een geslacht van uitgestorven Crocodylomorpha uit Marokko dat leefde tijdens het Laat-Paleoceen. Een definiërende eigenschap die het onderscheid van andere Dyrosauridae is zijn in verhouding zeer lange snuit. Het is in verhouding tot de lichaamslengte de langste van alle Dyrosauridae. Rhabdognathus was waarschijnlijk het nauwst verwante geslacht.